# Jänissaari (ö i Finland, Norra Karelen, Joensuu, lat 62,95, long 30,83)
Jänissaari är en ö i Finland. Den ligger i sjön Koitere och i kommunen Ilomants i den ekonomiska regionen  Joensuu ekonomiska region  och landskapet Norra Karelen, i den östra delen av landet, 400 km nordost om huvudstaden Helsingfors. Öns area är 46,4 hektar och dess största längd är 1,2 kilometer i öst-västlig riktning.